# 約翰·恩斯特三世
約翰·恩斯特三世（德語：Johann Ernst III，1664年6月22日—1707年5月10日），名義上的薩克森-威瑪公爵，與哥哥威廉·恩斯特共治。

## 家庭
1685年，約翰·恩斯特與安哈特-采爾布斯特的索菲·奧古斯塔結婚，兩人共有1子1女：
1. 恩斯特·奧古斯特（1688年—1748年）
2. 約翰娜·夏洛特（1693年—1751年）

索菲·奧古斯塔於1694年去世。同年，約翰·恩斯特與黑森-洪堡的夏洛特結婚，兩人共有1子1女：
1. 約翰·恩斯特（英语：Prince Johann Ernst of Saxe-Weimar）（1696年—1715年），早逝
2. 瑪麗·路易絲（1697年—1704年），夭折